# Herbert Spencer
Herbert Spencer (27 tháng 4 năm 1820 – 8 tháng 12 năm 1903) là một triết gia; nhà lý thuyết chính trị tự do cổ điển; nhà lý thuyết xã hội học Anh.
Spencer đã phát triển một khái niệm toàn diện tiến hóa như là sự phát triển tiến bộ của thế giới tự nhiên, của các cơ thể sinh vật, trí tuệ và của xã hội văn hóa con người. Con người sống độc thân suốt đời này đã đóng góp một loạt chủ đề khác nhau, bao gồm đạo đức học, tôn giáo, chính trị, triết học, sinh học, xã hội học, và tâm lý học.
Đóng góp nổi tiếng nhất của ông là việc tạo ra thuật ngữ "sự sống sót của loài thích hợp nhất" (survival of the fittest), thuật ngữ ông tạo ra trong Nguyên lý Sinh vật (Principles of Biology, 1864), sau khi đọc Nguồn gốc muôn loài của Charles Darwin. Thuật ngữ này thừa nhận mạnh mẽ chọn lọc tự nhiên, nhưng Spencer lại mở rộng sự tiến hóa sang các lĩnh vực của xã hội học và đạo đức học và ông đã sử dụng chủ nghĩa Lamarck hơn là chọn lọc tự nhiên.

## Cuộc đời
Herbert Spencer được sinh ra ở Derby, Anh ngày 2 tháng 4 năm 1820, con trai của William George Spencer (thường được gọi là George). Cha của Spencer là một người biệt giáo chuyển từ Hội Giám lý sang chủ nghĩa Quaker, và dường như đã truyền cho con trai mình một sự chống cự bản năng đối với tất cả các dạng quyền thế. Spencer hầu như không theo học ở trường lớp chính quy mà chủ yếu học tập ở nhà dưới sự dạy bảo của cha và người thân trong gia đình. Tuy vậy, Spencer có kiến thức vững chắc về toán học, khoa học tự nhiên và quan tâm nghiên cứu khoa học xã hội. Spencer thực sự chú ý tới xã hội học từ năm 1873. Sinh thời, các nghiên cứu của Spencer không chỉ nổi tiếng trong giới khoa học hàn lâm mà còn trong đông đảo bạn đọc.
Bối cảnh chính trị, kinh tế, xã hội cùng với môi trường ở Anh thế kỷ XIX đã có ảnh hưởng nhất định đến xã hội học Spencer. Giống như Adam Smith (1723-1790), Spencer tin tưởng vào "bàn tay vô hình" (cơ chế thị trường) trong việc duy trì trật tự xã hội gồm các cá nhân theo đuổi lợi ích riêng. Spencer nhìn thấy một số khía cạnh tích cực của chủ nghĩa tư bản như tính hiệu quả, môi trường tự do cạnh tranh và tự do buôn bán.
Bị ảnh hưởng bởi "sinh vật học" của Charles Darwin (1809-1882), Spencer đã đưa ra quan điểm tiến hóa xã hội. Spencer giải thích rằng, chỉ cá nhân nào, hệ thống xã hội nào có khả năng thích nghi nhất với môi trường xung quanh mới có thể tồn tại được trong cuộc đấu tranh sinh tồn. Bị ảnh hưởng bởi khoa học tự nhiên như vật lý học và khoa học thực chứng của Auguste Comte, Spencer chủ trương rằng xã hội học phải hướng tới tìm ra các quy luật và nguyên lý chung, cơ bản để giải thích hiện thực xã hội.
Ông mất ngày 8 tháng 12 năm 1903, và được an táng tại Nghĩa trang Gate gần mộ của George Eliot và Karl Marx.

## Nguyên lý cơ bản củaxã hội họcSpencer

### Xã hội như là cơ thể sống
Herbert Spencer sử dụng thuật ngữ "xã hội học" của Comte. Spencer định nghĩa xã hội học là khoa học về các quy luật và các nguyên lý tổ chức của xã hội. Xã hội được hiểu như là các "cơ thể siêu hình hữu cơ" / "superorganic bodies".
Tương tự như mọi hiện tượng tự nhiên, hữu cơ và vô cơ, xã hội vận động và phát triển theo quy luật. Xã hội học có nhiệm vụ phát hiện ra quy luật, nguyên lý của cấu trúc và của quá trình của xã hội. Xã hội học không sa vào phân tích những đặc thù lịch sử của xã hội mà tập trung vào việc tìm kiếm những thuộc tính, đặc điểm chung, phổ biến, phổ quát và những mối liên hệ nhân quả giữa các sự vật, hiện tượng xã hội. Spencer cho rằng có thể vận dụng các nguyên lý và khái niệm của sinh vật học về cơ cấu và chức năng để nghiên cứu "cơ thể xã hội" - Đây cũng là quan điểm của Comte. Bản thân thuật ngữ "cơ cấu" và "chức năng" mà lúc đầu Comte, sau là Spencer và các nhà xã hội học hiện đại sử dụng chủ yếu là bắt nguồn từ sinh vật học.
Một nguyên lý cơ bản nhất của xã hội học là nguyên lý tiến hóa. Theo Spencer, xã hội loài người phát triển tuân theo quy luật tiến hóa từ xã hội có cơ cấu nhỏ, đơn giản, chuyên môn hóa thấp, không ổn định, dễ phân rã đến xã hội có cơ cấu lớn, phức tạp, chuyên môn hóa cao, liên kết bền vững và ổn định.
Ngoài nguyên lý tiến hóa xã hội, Spencer đưa ra những nguyên lý khác. Spencer cho rằng quy mô của cơ thể (xã hội) ảnh hưởng tỷ lệ thuận đối với nhu cầu về sự phân hóa dẫn đến hình thành và phát triển các quá trình xã hội. Trong số đó có quá trình điều tiết và kiểm soát, vận hành và duy trì hoạt động, và quá trình phân chia các nguồn lực giữa các bộ phận cấu thành nên xã hội. Do đó, xã hội học có nhiệm vụ chỉ ra các loại yếu tố hay các biến số tác động tới xu hướng, nhịp độ và bản chất của các quá trình đó. Spencer chia các "tác nhân của hiện tượng xã hội" thành một số loại:
1. Thứ nhất, là loại biến (tác nhân) chủ quan bên trong của hệ thống xã hội gồm các đặc điểm về trí tuệ, thể lực và các trạng thái xúc cảm;
2. Thứ hai, là các loại biến (tác nhân) bên ngoài thuộc môi trường khách quan như các đặc điểm khí hậu, đất đai, sông ngòi;
3. Thứ ba, là loại biến (tác nhân) "tự sinh", bắt nguồn từ các điều kiện bên trong và bên ngoài như quy mô dân số, mật độ dân số của xã hội và các mối liên hệ giữa các xã hội với nhau.

Ba loại biến này rất quan trọng đối với quá trình tiến hóa của xã hội.
Tương tự như cơ thể sống, xã hội có hàng loạt các nhu cầu tồn tại đòi hỏi phải xuất hiện các cơ quan hoạt động theo nguyên tắc chuyên môn hóa để đáp ứng các nhu cầu cơ thể xã hội. Spencer cho rằng, xã hội chỉ có thể phát triển lành mạnh khi các cơ quan chức năng của xã hội đó đảm bảo thỏa mãn các nhu cầu của xã hội. Thực chất đây là những tư tưởng chức năng luận đầu tiên trong xã hội học.
So sánh cơ thể sống với xã hội (cơ thể siêu - hữu cơ), Spencer chỉ ra những điểm giống và khác nhau rất quan trọng giữa chúng; đó là:
- Đặc điểm khác nhau: là xã hội gồm các bộ phận có khả năng ý thức và tích cực tác động lẫn nhau một cách gián tiếp, thông qua ngôn ngữ, ký hiệu.
- Đặc điểm giống nhau: là cả cơ thể sinh học và cơ thể xã hội đều có khả năng sinh tồn và phát triển. Cả hai loại cơ thể này đều tuân theo những quy luật như tăng kích cỡ của cơ thể làm tăng tính chất và trình độ chuyên môn hóa chức năng. Các bộ phận của cơ thể tác động lẫn nhau chặt chẽ đến mức thay đổi ở một bộ phận kéo theo thay đổi ở các bộ phận khác. Mỗi bộ phận là một cơ thể vi mô, một cơ quan, một tế bào. Xã hội là một hệ thống gồm các tiểu xã hội. Giống như các cơ thể sống, với tư cách là cơ thể siêu - hữu cơ, xã hội liên tục trải qua các giai đoạn tiến hóa, suy thoái kế tiếp nhau, tức là tăng trưởng, phân hóa, liên kết, phân rã v.v... nhằm thích nghi với môi trường xung quanh.

### Phương pháp nghiên cứu của xã hội học
Spencer chỉ ra rằng, khác với khoa học tự nhiên, xã hội học có hàng loạt những vấn đề khó khăn về mặt phương pháp luận. Các khó khăn của xã hội học bắt nguồn từ đặc thù của đối tượng nghiên cứu. Các hiện tượng, quá trình xã hội luôn gắn liền với các cá nhân với tất cả những đặc điểm về động cơ, nhu cầu, tình cảm, trí tuệ, và hành động phức tạp, đa dạng. Điều đó làm cho xã hội học không phải là khoa học chính xác mặc dù đối tượng nghiên cứu của xã hội học là lịch sử tự nhiên và sự tiến hóa của các xã hội. Spencer phân biệt hai loại vấn đề khó khăn khách quan và chủ quan.
1. Khó khăn khách quan: liên quan tới vấn đề số liệu; rất khó đo lường các trạng thái chủ quan của đối tượng nghiên cứu, tức là các đặc điểm cá nhân, các nhóm xã hội, trong khi các hiện tượng xã hội không ngừng vận động, biến đổi. Bản thân quá trình nghiên cứu cũng rất dễ bị ảnh hưởng bởi trạng thái tình cảm và tâm trạng xã hội; một số vấn đề nghiên cứu này gây chú ý nhiều hơn một số vấn đề kia. Nhà xã hội học lựa chọn một số vấn đề này mà bỏ qua, không nghiên cứu một số vấn đề quan trọng khác.
2. Khó khăn chủ quan: loại khó khăn này thường liên quan đến người nghiên cứu; Chẳng hạn, tình cảm cá nhân như "thiên vị chính trị", "thiên vị giai cấp", "thiên vị tôn giáo" đều có thể gây ra những khó khăn chủ quan trong nghiên cứu xã hội học. Khó khăn về mặt trí tuệ chủ yếu là vấn đề trình độ tri thức, kỹ năng và tay nghề nghiên cứu của nhà xã hội học; Làm thế nào để xác định trúng vấn đề mà mình nghiên cứu?, Làm thế nào kiểm tra được mức độ khách quan, chính xác và chân thực của phân tích xã hội học? - Những vấn đề như vậy chủ yếu thuộc về năng lực của người nghiên cứu.

Việc phân biệt vấn đề khách quan và chủ quan của phương pháp luận nghiên cứu chỉ mang tính ước lệ và tương đối. Điều quan trọng là, Spencer đã nhấn mạnh tính cấp bách và cần thiết của việc nghiên cứu các phương pháp làm khoa học. Các nhà khoa học cần nghiên cứu và tuân thủ các quy tắc, thủ tục, tiêu chuẩn và các kỹ thuật nghiên cứu của xã hội học khi tiến hành nghiên cứu.

## Xã hội học về loại hình xã hội và thiết chế xã hội
Một trong những nguyên lý cơ bản của xã hội học Spencer là nguyên lý tiến hóa xã hội. Nhưng quá trình tiến hóa sẽ đưa xã hội tới đâu? Để trả lời câu hỏi này, Spencer đã sử dụng thuật ngữ tĩnh học xã hội ("social statics") và động học xã hội (social dynamics") của Comte. Comte dùng thuật ngữ này để miêu tả xã hội là gì và vận động ra sao; còn Spencer triển khai các khái niệm đó chủ yếu với ý nghĩa giá trị học, tức là phân tích xem xã hội phải là gì, phải như thế nào. Spencer cho rằng, tĩnh học xã hội nghiên cứu trạng thái cân bằng của một xã hội hoàn hảo, động học xã hội nghiên cứu quá trình tiến tới sự hoàn hảo của xã hội. Spencer tin tưởng rằng, Sự tiến hóa của xã hội tất yếu sẽ đưa xã hội tiến từ xã hội thuần nhất, đơn giản đến xã hội đa dạng phức tạp, từ trạng thái bất ổn định, không hoàn hảo tới trạng thái cân bằng, hoàn hảo.

### Phân loại các xã hội
Căn cứ vào các đặc điểm của quá trình điều chỉnh, vận hành và phân phối, tức là quá trình tiến hóa, Spencer chia các xã hội thành hai loại:
1. Xã hội quân sự (militant): có đặc trưng là cơ chế tổ chức, điều chỉnh mang tính tập trung, độc đoán cao độ để phục vụ các mục tiêu quốc phòng và chiến tranh; Hoạt động của các cơ cấu xã hội (các tổ chức xã hội) và các cá nhân bị nhà nước kiểm soát chặt chẽ; Chế độ phân phối diễn ra theo chiều dọc và mang tính tập trung cao vì bị nhà nước quản lý, kiểm soát.
2. Xã hội công nghiệp (industrial): có đặc trưng là cơ chế tổ chức ít tập trung và ít độc đoán để phục vụ các mục tiêu xã hội là sản xuất hàng hóa và dịch vụ; Mức độ kiểm soát của nhà nước đối với các cá nhân và các cơ cấu xã hội (các tổ chức xã hội) thấp. Điều này tạo ra khả năng mở rộng và phát huy tính năng động của các bộ phận cấu thành nên xã hội; Chế độ phân phối diễn ra hai chiều, chiều ngang giữa các tổ chức xã hội với nhau và giữa các cá nhân với nhau, chiều dọc giữa các tổ chức và cá nhân.

Cách phân loại xã hội quân sự - công nghiệp chủ yếu liên quan tới các quá trình tiến hóa tuần hoàn. Ví dụ, tổ chức của xã hội có thể chuyển đổi từ tập trung, độc đoán (kiểu quân sự) sang phi tập trung, dân chủ (kiểu công nghiệp) rồi lại trở về tập trung, độc đoán (kiểu quân sự) rồi lại sang kiểu công nghiệp, cứ thế lòng vòng.
Spencer còn đưa ra cách phân loại khác, rất quan trọng về sự tiến hóa của các loại hình xã hội. Đó là cách phân loại vừa chỉ ra các giai đoạn tiến hóa xã hội vừa nêu ra các đặc điểm cơ cấu và dân số của mỗi loại xã hội. Theo cách phân loại này, xã hội tiến hóa từ xã hội đơn giản đến xã hội hỗn hợp bậc một, đến xã hội hỗn hợp bậc hai, xã hội hỗn hợp bậc ba. Tương ứng với mỗi loại xã hội là tập hợp các đặc trưng của hệ thống điều chỉnh, hệ thống vận hành (gồm các cơ cấu kinh tế, tôn giáo, gia đình, văn hóa, phong tục, luật pháp, cộng đồng) và hệ thống phân phối. Ví dụ, cơ cấu kinh tế xã hội đơn giản là săn bắn, hái lượm, ở xã hội hỗn hợp bậc một là nông nghiệp, ở xã hội hỗn hợp bậc hai cũng là nông nghiệp nhưng có sự phân công lao động phức tạp hơn trước, và ở xã hội hỗn hợp bậc ba là công nghiệp. Xã hội hỗn hợp thường có quy mô dân số lớn, mức độ phân hóa, chuyên môn hóa cao hơn hẳn so với xã hội đơn giản. Như vậy, các xã hội hiện đại thuộc loại xã hội hỗn hợp bậc ba theo cách phân loại của Spencer.

### Xã hội học về thiết chế xã hội
Thiết chế xã hội là khuôn mẫu, kiểu tổ chức xã hội đảm bảo đáp ứng các nhu cầu, yêu cầu chức năng cơ bản của hệ thống xã hội, đồng thời kiểm soát các hoạt động của các cá nhân và các nhóm trong xã hội. Theo nguyên lý tiến hóa xã hội, cụ thể là "chọn lọc xã hội", Spencer cho rằng thiết chế xã hội nào giúp xã hội thích nghi, tồn tại và phát triển được thì thiết chế đó được duy trì và củng cố. Trong số các thiết chế xã hội, Spencer đặc biệt chú ý tới thiết chế gia đình và dòng họ, thiết chế nghi lễ, thiết chế chính trị, thiết chế tôn giáo và thiết chế kinh tế.
Thiết chế gia đình và dòng họ xuất hiện để thỏa mãn nhu cầu cơ bản của mọi loài: nhu cầu tái sản xuất, tức là duy trì nòi giống. Ngoài ra xã hội nào cũng cần phải có thiết chế gia đình để kiểm soát hoạt động sinh đẻ - tình dục, quan hệ phụ nữ và nam giới, và nuôi dạy con cái.
Thiết chế nghi lễ cần thiết để đáp ứng nhu cầu liên kết và kiểm soát các quan hệ xã hội của con người thông qua các thủ tục, biểu tượng, ký hiệu, nghi thức... Không có nghi lễ thì khó duy trì được những cơ cấu, những tổ chức quy mô lớn. Mức độ tập trung quyền lực trong xã hội càng cao thì mức độ bất bình đẳng về nghi lễ càng lớn.
Thiết chế chính trị xuất hiện chủ yếu để giải quyết các xung đột bên trong và bên ngoài xã hội. Sự tập trung quyền lực càng lớn thì càng bộc lộ rõ sự phân chia cơ cấu giai cấp.
Thiết chế tôn giáo có yếu tố cơ bản là niềm tin vào lực lượng siêu tự nhiên, siêu nhân. Biểu hiện của thiết chế tôn giáo là việc tập hợp các cá nhân cùng chia sẻ niềm tin và cùng nhau tham gia các hoạt động nghi lễ đặc thù của tôn giáo. Thiết chế tôn giáo có chức năng củng cố hệ thống chuẩn mực giá trị, niềm tin, tinh thần... để duy trì trật tự xã hội.
Thiết chế kinh tế nhằm đáp ứng yêu cầu thích nghi của tổ chức xã hội đối với môi trường và thỏa mãn nhu cầu ngày càng cao của con người về các sản phẩm và dịch vụ. Sự tiến hóa của các thiết chế kinh tế thể hiện ở việc nâng cao trình độ công nghệ và tri thức, ở mở rộng sản xuất và phân phối hàng hóa, dịch vụ, ở mức độ tích lũy tư bản và tư liệu sản xuất, và ở những thay đổi về tổ chức lao động. Như vậy cả xã hội nói chung và các thiết chế xã hội nói riêng đều tuân theo quy luật tiến hóa.
Đóng góp của Spencer
1 Thứ nhất: các khái niệm và đặc biệt là nguyên lý xã hội học của Spencer có ý nghĩa rất quan trọng đối với khoa học xã hội học. Chẳng hạn, những phân tích về tác nhân của xã hội và các nguyên lý tiến hóa xã hội, nguyên lý về cơ cấu xã hội đóng vai trò là nền tảng hình thành nên xu hướng chức năng luận trong xã hội học sau này. Phát triển tư tưởng của Spencer, Durkheim, đại diện tiêu biểu cho trường phái chức năng, đã tập trung nghiên cứu các bộ phận, các yếu tố khác nhau của tổ chức xã hội trong việc đáp ứng các nhu cầu tồn tại của cả hệ thống xã hội.
2. Thứ hai: mặc dù xã hội học của Spencer không tinh vi theo chuẩn mực của thế kỷ XX, nhưng đã để lại nhiều ý tưởng quan trọng được tiếp tục phát triển trong các trường phái, lý thuyết xã hội học hiện đại. Cách tiếp cận cơ cấu của Spencer đã được các nhà xã hội học Durkheim, Parsons, Merton và những người khác kế thừa và phát triển thành trường phái cơ cấu - chức năng luận khá nổi tiếng trong xã hội học.
3.Thứ ba: cách phân tích của Spencer về mối liên hệ giữa các đặc điểm dân số học như quy mô và mật độ dân số đã mở đầu cho trường phái sinh thái học người (human ecology) và "trường phái Chicago" (Chicago School) phát triển ở thế kỷ XX. Các trường phái này quan tâm đến phân tích ảnh hưởng giữa các quá trình dân số như tăng dân số, phân bố dân cư và các quá trình xã hội như phân hóa, cạnh tranh và lối sống thành thị. Bóng dáng của xã hội học Spencer còn in đậm nét trong cách tiếp cận hệ thống, lý thuyết tổ chức xã hội, lý thuyết phân tầng xã hội và các nghiên cứu xã hội học về chính trị, tôn giáo và thiết chế xã hội.

## Tác phẩm cơ bản
- Social Statics (Tĩnh học xã hội) (1851);
- The Study of Sociology (Nghiên cứu xã hội học) (1873);
- Principles of Sociology (Các nguyên lý của xã hội học) (1876-1896);
- Descriptive Sociology (Xã hội học miêu tả) (1873-1881).